# Günther Ruffert
Günther Ruffert (* 23. Juli 1927 in Essen; † 26. April 2010 in Thailand) war ein deutscher Buchautor und Bauingenieur.

## Leben
Ruffert arbeitete fast vier Jahrzehnte in Deutschland als Bauingenieur und verfasste eine Reihe von Fachbüchern über Betoninstandsetzung und Spritzbeton. Im Zuge seiner Auslandseinsätze kam er bereits in den 1960er-Jahren in Kontakt mit Thailand.
Nach Erreichen seines Rentenalters im Jahr 1990 wanderte er in den Isan in Thailand aus. Ruffert lebte seitdem im Heimatort seiner Frau, einem kleinen Dorf Ban Tamiang an der kambodschanischen Grenze. Er beschäftigte sich mit Zuckerrohranbau und betrieb eine Tankstelle. Daneben berichtete er in Büchern und Aufsätzen über seine Erfahrungen in diesem ländlichen Milieu. Er verfasste drei Bücher über Thailand, die vor allem den Alltag beleuchten, zum Beispiel Kultur, Auswanderung, deutsch-thailändische Partnerschaften. Ferner schrieb er Kolumnen in deutschsprachigen Zeitungen in Thailand und Artikel in thailandbezogenen  Netzpublikationen. Die meisten seiner Werke kann man heute noch auf der Webseite der deutschsprachigen Zeitschrift DER FARANG (Pattaya) in den Kolumnen unter Ein Fenster zum Isaan nachlesen.

## Werke
Thailand
- Ein Fenster zum Isaan: Der Alltag in Thailands unbekanntem Nordosten. Matt Production, Chonburi 2001.
- Farang in Thailand. Heller, Taufkirchen 2007, 2. Auflage, ISBN 978-3929403374.
- Geschichten aus Thailand. Heller, Taufkirchen 2013, 4. Auflage, ISBN 3-929403-11-0. (seit 2008 auch als Hörbuch erschienen)

Bauingenieurswesen
- Schäden an Betonbauwerken. Ursachen, Analysen, Beispiele. Verlagsgesellschaft Rudolf Müller, Köln 1982, ISBN 3-481-13531-9.
- Betoninstandhaltung. Schutz, Instandsetzung und Verstärkung von Betonbauteilen. Bauverlag, Wiesbaden 1989, ISBN 3-7625-2737-7.
- Lexikon der Betoninstandsetzung. Fraunhofer IRB Verlag, 1999, ISBN 978-3816747109